# Ducat de la Seu d'Urgell
El ducat de la Seu d'Urgell és un títol nobiliari creat el 26 d'octubre de 1891 pel rei Alfons XIII, durant la regència de Maria Cristina d'Habsburg-Lorena, a favor del tinent coronel Ramón Martínez de Campos i Rivera, marquès de Martínez de Campos, en record dels mèrits del seu pare, Arsenio Martínez de Campos y Antón, que havia pres la Seu d'Urgell als carlins i que amb el seu pronunciament de Sagunt contra la Primera República va propiciar el retorn de la monarquia a Espanya, amb Alfons XII com a rei.
El títol continua en la mateixa família.
La seva denominació fa referència a la vila de la Seu d'Urgell (Alt Urgell).

## Ducs de Seu d'Urgell
|                         | Titular                                               | Període                 |
| Creació per Alfons XIII | Creació per Alfons XIII                               | Creació per Alfons XIII |
| ----------------------- | ----------------------------------------------------- | ----------------------- |
| I                       | Ramón Martínez de Campos y Rivera                     | 1891-1929               |
| II                      | Arsenio Martínez de Campos y de la Viesca             | 1930-1956               |
| III                     | María del Pilar Martínez de Campos y Rodríguez-Garzón | 1959-1996               |
| IV                      | Arsenio Vilallonga y Martínez de Campos               | 1996-actual titular     |